# 深海魚 (お笑いコンビ)
深海魚（しんかいぎょ）は、実の兄妹からなるお笑いコンビ。2023年5月に一度解散し、一時期タケがピン芸人「深海魚」として活動していたが2025年に再結成。

## メンバー
タケ（2000年1月1日 -（25歳））
ネタ作り担当。
兄。静岡県浜松市出身。身長178 cm、体重70 kg。血液型はAB型。
趣味は漫画、イラスト、ラジオ。特技は記憶、タイピング。
アマチュア時代は「竹座（たけざ）」の名義で活動していた。

ネネ（2002年11月30日 -（22歳））
妹。静岡県浜松市出身。身長149 cm、体重43 kg。
趣味は映画、ドラマ、YouTube。特技は着付け、編み物。

## 来歴
学生時代、友達の前で漫才を演じたり大喜利系サイトに投稿したりなど人を笑わせるのが好きだったタケは高校卒業後、数年間フリーターを経験後に芸人の道を志しNSC大阪校へ44期生として入学する。在籍中に別の相方とコンビを組んだものの卒業間際になって解散、新しい相方を考えた末に実の妹であるネネを誘ってみると承諾されたため現在のコンビとなる。
ネネは16歳の時、適応指導教室でのアルバイト経験から子供と関わることに面白さを覚え、保育士になろうと保育関係の専門学校に入学。実習の中で子供と関わる内に「自分は保育士には向いていない」と考えるようになって休学し、自身の将来について考えていた最中で兄から芸人の道及び相方になるよう提案され、「人生経験としては良いかな?」とお試し感覚でOKを出した。
NSC時代のタケは大阪で一人暮らししていたが、前コンビ解散後に静岡の実家へ戻った。現在の兄妹コンビで本格的に活動を始めたのはその頃からで、M-1グランプリ2022の1回戦へ出場するまで舞台に上がる機会は月に1〜2回、計5回ほどだった。地元浜松でもインディーズのお笑いライブがあることを知らなかったため、当初は大阪のフリーライブに遠征・出演していた。最終結果は、結成わずか半年ながら準々決勝まで進出・ベストアマチュア賞を受賞（アマチュアでの準々決勝進出は今大会で唯一）。準決勝ではセミファイナリストたちの前座としてネタを披露した。当時はフリーであったが後に吉本興業へ所属する。
2023年5月31日を以て解散。ネネは引退し、タケはピン芸人「深海魚」として活動を続ける。
2025年3月より再結成。大阪のインディーズライブを中心に、フリーとして活動を再開している。

## 芸風
主に漫才で、ネタごとにボケ・ツッコミの役割は変わる。ネタ作りはタケが請け負い、気になったことや面白かったことをスマホにメモしておいて後日に見返し膨らませそうなものを台本へ起こしていき、普段のネネとのやりとりをネタに取り入れることも意識している。

## 賞レースでの戦歴

### M-1グランプリ
| 年度（回）       | 結果         | エントリー No. | 会場              | 日程     | 備考                     |
| ---------------- | ------------ | -------------- | ----------------- | -------- | ------------------------ |
| 2022年（第18回） | 準々決勝敗退 | 220            | ルミネtheよしもと | 11月12日 | ベストアマチュア賞を受賞 |
| 2025年（第21回） | 2回戦進出    | 230            |                   |          |                          |

## 出演
- 深夜のハチミツ（フジテレビ、2023年5月8日〈7日深夜〉 - 5月29日〈28日深夜〉） ‐ 5月のつぼみ芸人として[10]